# Hormonalna terapia zastępcza (andropauza)
Hormonalna terapia zastępcza, HTZ – leczenie suplementujące testosteron w wynikającym z andropauzy zespole niedoboru testosteronu. Terapię przeprowadza się u mężczyzn z objawami klinicznymi, którzy spełniają określone kryteria hormonalne. 
Alternatywą dla tego typu działań mogą być próby indukcji endosyntezy androgenów z użyciem gonadotropiny kosmówkowej (nie prowadzi do nieodwracalnego zaniku jąder, lecz skuteczność spada z wiekiem).

## Cele
- utrzymanie stężenia całkowitego testosteronu w granicach 400–700 ng/ml
- przywrócenie cykliczności zmian stężenia hormonu
- przywrócenie prawidłowego stosunku estrogenów i testosteronu

## Możliwe drogi podania
- domięśniowa
- podskórna
- doustna
- tabletka dopoliczkowa
- plaster
- żel

## Korzyści związane z HTZ
- poprawa insulinooporności
- spadek masy ciała
- poprawa sprawności seksualnej
- utrzymanie tężyzny fizycznej

## Przeciwwskazania
- zaawansowany rak stercza
- rak sutka

## Działania niepożądane
- farmakologiczna sterylizacja pacjenta
- nieodwracalny zanik jąder